# 福岡県道237号寒田下別府線
福岡県道237号寒田下別府線（ふくおかけんどう237ごう さわだしもべふせん）は、福岡県築上郡築上町を通る一般県道である。

## 概要
築上郡築上町大字寒田から築上郡築上町大字東築城に至る。築上郡築上町築城中心地 - 下別府を結ぶ主要道路である。
築城中心地 - 深野交差点付近までは片側1車線であるが、深野交差点以南では所々道幅が減少する区間がある。安武には椎田道路 築城ICがあり、安武付近からは城井川沿いを南下する。途中、本庄の大楠や福岡県立築上西高等学校上城井分校付近を通過し、終点の築上郡築上町東築城で福岡県道210号築城停車場線と合流する。交通量は築城 - 安武では福岡県道58号椎田勝山線や築城IC付近で比較的多いが、深野交差点以南では交通量は少なくなる。
なお寒田付近では山間部であるため梅雨・台風などの大雨の時、冬季の積雪時には路面凍結に通行に注意が必要である。

### 路線データ
- 起点：福岡県築上郡築上町大字寒田（福岡県道32号犀川豊前線交点）
- 終点：福岡県築上郡築上町大字東築城（福岡県道210号築城停車場線交点）

## 地理

### 通過する自治体
- 築上郡築上町

### 交差する道路
| 交差する道路                                              | 交差する場所 | 交差する場所              |
| --------------------------------------------------------- | ------------ | ------------------------- |
| 福岡県道32号犀川豊前線                                    | 大字寒田     | 起点                      |
| 福岡県道240号下深野犀川線 京築広域農道 / 京築アグリライン | 大字下深野   | 深野交差点                |
| 福岡県道238号豊津椎田線                                   | 大字安武     | 築上町安武交差点          |
| E10 東九州自動車道 / 椎田道路                             | 大字安武     | 築城IC入口交差点 4 築城IC |
| 福岡県道58号椎田勝山線                                    | 大字上別府   | 別府交差点                |
| 福岡県道210号築城停車場線                                 | 大字東築城   | 終点                      |

### 沿線
- 築上町立下城井小学校
- 円光寺
- 城井川
- 日本郵政下城井郵便局
- 忍誓寺
- 築上町立上城井小学校
- 浄徳寺
- 豊前警察署 本庄駐在所
- 豊築森林組合西部支所
- 貴船神社
- 山霊神社
- 飯森神社